# كاثرين إليزابيث فلمنج
كاثرين إليزابيث فلمنج (بالإنجليزية: Katherine Elizabeth Fleming)‏ هي مؤرخة أمريكية، ولدت في 1966.